# Frédéric Bolley
Frédéric Bolley   (Marsella, 17 de febrer de 1974) és un expilot de motocròs occità, dues vegades Campió del Món de 250cc. Un cop retirat del motocròs, Bolley començà a competir en Supermoto, aconseguint bons resultats al Campionat del Món de l'especialitat. Participa també en competicions d'enduro (en categoria E3 i en proves indoor).

## Palmarès

### Campionat del Món de Motocròs
| Any          | Motocicleta  | 250cc |
| ------------ | ------------ | ----- |
| 1997         | Kawasaki     | 5è    |
| 1999         | Honda        | 1r    |
| 2000         | Honda        | 1r    |
| 2001         | Honda        | 7è    |
| 2002         | Yamaha       | 6è    |
| Total títols | Total títols | 2     |

### Supermoto
| Any  | Motocicleta | S2 |
| ---- | ----------- | -- |
| 2004 | Aprilia     | 6è |
| 2005 | Aprilia     | 4t |
| 2006 | Aprilia     | 4t |